# Busautour aux yeux blancs
Butastur teesa
Espèce
Statut de conservation UICN

 LC  : Préoccupation mineure
Statut CITES
Le Busautour aux yeux blancs (Bustastur teesa) est une espèce d'oiseau appartenant à la famille des Accipitridae et vivant dans le sud de l'Asie.